# Modest de Casademunt i Giralt
Modest de Casademunt i Giralt (Barcelona, 18 de juny de 1881 - Sabadell, 11 d'abril de 1964) fou un dibuixant, il·lustrador i decorador ceramista català.

## Biografia
Va néixer al carrer Aribau de Barcelona, fill de Modest Casademunt i Nonell i de Francesca Giralt i Laporta, ambdós naturals de Barcelona.
Va estudiar a l'Escola de Llotja de Barcelona. Quan tenia 17 anys, va començar a treballar a la Foneria Artística Masriera i Campins. Feu dissenys de reixes, llums, vitrines i elements aplicats al mobiliari. Poc després, començà a treballar de dibuixant d'ex-libris i d'il·lustrador.
Segons consta a la premsa de l'època, en la qual s'anunciava com a dibuixant decorador, el 1908 va traslladar el seu taller al carrer de l'Argenteria, 15.
El 1911 va participar en la VI Exposició Internacional d'Art de Barcelona i en sortí amb una menció honorífica pel seu projecte de mosaic. El 1921 va començar a produir ceràmica decorativa, d'estil modernista i sobretot de tema religiós. El 1929 va rebre la Medalla d'or en l'Exposició Internacional de Barcelona. Entre el 1929 i el 1964 va tenir una botiga de ceràmica a Barcelona. Cap als anys 1930 abandonà l'estil clàssic i experimentà amb l'art déco.
El Museu d'Art de Sabadell conserva més d'un centenar d'objectes ceràmics de Modest de Casademunt, com també el fons personal de l'artista i altre material.
Es va casar amb Joaquima Mir i Puig.